# 高橋秀元
高橋 秀元（たかはし ひではる　1944年5月13日-）は、日本の編集者、著述家。
編集工学研究所特別研究員、松岡正剛とともに『 遊 』出版メンバー。
主な仕事は『情報の歴史』(NTT出版)『解釈の冒険 情報とシステム』(NTT出版)「『生命・AI・物語』 / 情報編集としての物語を考える」(記号学会)「 九州大学『 空海の言語論にふれる 』」「 編集学校 輪読座 『 聖徳太子と日本唯識を読む』」『反構造としての笑い-破壊と再生のプログラム』(NTT出版 )中でも執筆の『滑稽と烏滸』は山口昌男が高く評価。

## 来歴
岡山県、大連出身。父の転勤により大連で生まれる[要出典]。早稲田大学文学部東洋史。
取材先の中村元東京大学インド哲学研究室にて資料書籍閲覧自由の許可をもらう。白川静、大岡昇平、下河辺淳ら代表的日本人著述家の担当編集者。
執筆文は教科書会社を通じ受験読解文にも採用されている。
学生時代は剣道にいそしむ。早稲田での学生時代は紛争時期だったが中庸の立場を貫く。これはやがて龍樹の中庸のように編集者に必須の資質として磨かれていく。
松岡正剛と共に友人3人で工作舎を設立、雑誌『遊』（1971年 - 1982年）を創刊。
元来、『遊』第1号の発行所（仮面社）に勤務。
杉浦康平デザイン。
『アートジャパネスク』講談社（1982年 - 1984年）市川英夫デザイン。『日本の組織』第一法規（1986年 - 1989年）プロジェクトの後、
記号学会にて論文提出。
『生命・AI・物語』 / 情報編集としての物語を考える』記号学会 、1994年3月。ISBN 978-4-486-01275-7

## 著作（共著）
- 『ボランタリー経済の誕生 自発する経済とコミュニティ』金子郁容・下河辺淳・松岡正剛　共著、実業之日本社、1998年1月。ISBN 978-4-408-10258-0。
- 『全宇宙誌』松岡正剛・十川治江・松本淑子・田辺澄江 共編、工作舎、1979年10月。
- 『情報の歴史 象形文字から人工知能まで』松岡正剛 監修、編集工学研究所 構成、NTT出版、1990年4月。ISBN 978-4-87188-077-0。
- 『NARASIA 日本と東アジアの潮流 平城遷都1300年記念出版』松岡正剛 編集構成、日本と東アジアの未来を考える委員会 監修、丸善、2009年5月。ISBN 978-4-621-08129-7。
- 『言語論　はねをもつことば』高橋秀元、下川好美共著 、キイロブックストア、 2021年2月。 ISBN 978-4-434-28483-0。

## 連載　塾
- 草月会館古代繭『小石丸』展　2002年。案内制作後、十代目誉田屋源兵衛宅にて私塾。
- 『アート・トップ』連載『宇宙を脱がす』芸術新聞社　2008年。

## エピソード
- 白川静宅でのエピソード（本人談）。玄関で問答を投げかけられ追い返されるも、2回目からは上がりこみ、うどんを作って原稿を待つなど、徐々に信頼を築く典型的編集者。
- 学長の山口昌男に札幌大学に誘われるも大組織にそぐわないと辞退。
- 湯川秀樹には、物理について松岡正剛とは違う回答をもらう。